# Волконский, Михаил Николаевич
Князь Михаи́л Никола́евич Волко́нский (7 (19) мая 1860, Петербург — 13(26) октября 1917, Петроград) — русский писатель и драматург (псевд. Манценилов), автор исторических романов и пародий, прославился пародийной оперой «Вампука, принцесса Африканская». Монархист, общественный деятель, активный участник право-монархического движения, член Совета Русского собрания (PC), председатель С.-Петербургского губернского отдела Союза Русского Народа (СРН), один из руководителей Союза русского народа.

## Биография
Представитель старинного княжеского рода, ведущего свое происхождение от Рюрика. Окончил Императорское Училище правоведения (1882). Служил в Главном управлении государственного коннозаводства, министерстве народного просвещения. После первых литературных успехов вышел в отставку.
Известность получил как литератор, автор популярных исторических романов и повестей («Князь Никита Феодорович», «Мальтийская цепь», «Воля судьбы», «Кольцо императрицы» и др.), а также драматических произведений (пародийная опера «Вампука, принцесса Африканская», «Гастроль Рычалова» и др.). Остроумная «Вампука» имела огромный успех у публики. В 1892—1894 был редактором журнала «Нива», сотрудничал в «Новом времени» и в разных журналах. В 1905—1906 принимал участие в правой сатирической газете «Виттова пляска», после её запрещения в журналах «Плювиум» и «Продолжение Виттовой пляски».
- 1892—1894 — редактор журнала «Нива»

### Политическая деятельность
Принимал активное участие в право-монархическом движении. С первых лет существования он был членом PC, а в 1904—1906 был членом Совета PC. Член депутации PC на первом Высочайшем приеме 31 дек. 1904. Но особенно активное участие он принял в деятельности СРН, в состав которого вступил вскоре после организации Союза. Был участником первого митинга СРН в Михайловском манеже, собравшем, по свидетельству очевидцев, ок. 20 тыс. чел., выступал с речью на митинге. 25 авг. 1906, выступая на частном собрании PC, рассказал об оживленной и разносторонней деятельности СРН за прошедшее лето. Кн. Волконский подчеркнул, что с каждым днем увеличивается приток членов из числа рабочих, что члены Союза «все больше и больше закаляются в безусловной преданности знамени Союза; пред ними трепещут явные и тайные революционеры, понимающие, что многочисленная и сильная общественная организация, действующая мирными средствами, непреклонная в своем исповедании, является главнейшим тормозом для торжества возлюбленных революционерами разрушительных начал». В марте — апр. 1906 выдвигался кандидатом в выборщики в Государственную Думу от PC, СРН и Партии народного центра по Петербургу. Некоторое время был редактором органа СРН газеты «Русское знамя».
Делегат 3-го Всероссийского съезда Русских Людей в Киеве 1—7 окт. 1906 (Всероссийский съезд Людей Земли Русской) от Петербургского Союза Русских Рабочих. На 4-м Всероссийском съезде Русских Людей в Москве 26 апр. — 1 мая 1907 (Всероссийский съезд Объединенного Русского Народа) не присутствовал в связи с болезнью, делегаты съезда приветствовали его телеграммой. Кн. Волконский принимал участие в трудах Ярославского совещания (3-е частное Совещание отделов Союза Русского Народа в Ярославле 8—10 марта 1909), как председатель Петербургского губернского отдела СРН. На Совещании был весьма активен. В одном из выступлений он подчеркнул отличие Совещания от прежних съездов, когда Союз обращался с просьбами к правительству. Теперь правым надлежит предъявить правительству, что они могут сделать, чтобы правительство считалось с правыми как с силой, которая сама может правительству что-то дать, а не будет только просить. Выступал также по вопросу о возникающих тайных обществах. При обсуждении проекта постановления внес предложение о необходимости самого строгого наблюдения за исполнением запретительных законов о евреях, а также предложил разработать нагрудный знак члена СРН.
После раскола в СРН отошел от активной деятельности в монархических организациях.
- 1904—1906 — член Совета Русского собрания
- окт. 1906 — делегат 3-го Всероссийского съезда русских людей в Киеве, от Петербургского союза русских рабочих.
- март 1909 — Ярославское совещание монархистов, участвовал как председатель Петербургского губернского отдела Союза русского народа.

После раскола в Союзе русского народа вместе с другим основателем СРН художником А. А. Майковым отошёл от активной деятельности в монархических организациях.

### Исторические романы
- «Князь Никита Федорович» (1891)
- «Мальтийская цепь» (1891)
- «Воля судьбы»
- «Кольцо императрицы» (1896)
- «Забытые хоромы»
- «Брат герцога» (1895)
- «Сирена»
- «Два мага»
- «Две жизни»
- «Слуга императора Павла»
- «Жанна де Ламот»
- «Темные силы»
- «Гамлет XVIII века» (1903)
- «Вязниковский самодур»
- «Черный человек»
- «Записки прадеда»
- «Ищите и найдете»
- «Тайна герцога»
- «Мне жаль тебя, герцог!»
- «Любовь крепостной актрисы»
- «Сокровище Родины»
- «Капитан „Дедалуса“»

### Исторические повести
- «Горсть бриллиантов»
- «Ёрш и пыж»

### Издания
- Полное собрание исторических романов и повестей, т. 1-6, П., 1916—1917
- Полное собрание исторических романов и повестей князя М. Н. Волконского. Испр. и редактированное автором. Т. 1—6. Пг., 1916—17
- М. Н. Волконский. Сочинения в четырех томах. — М.: «Пресса», 1992. (Т.1: «Князь Никита Федорович», «Записки прадеда»; т.2: «Кольцо императрицы», «Горсть бриллиантов»; т.3: «Воля судьбы», «Забытые хоромы»; т.4: «Мальтийская цепь», «Гамлет XVIII века»)
- Сочинения в трёх томах. авторский сборник М.: Терра, 1995 г. Серия: Большая библиотека приключений и научной фантастики.

### Пародии
- «Вампука, принцесса Африканская, образцовая во всех отношениях опера» — блестящая пародия на оперные штампы, с большим успехом ставилась до революции во многих театрах (под псевдонимом Анчар Манценилов). Выражение «вампука» стало нарицательным.
- «Гастроль Рычалова» — пародийная пьеса.